# Edna Arboleda
Edna Patricia Arboleda (ur. 24 grudnia 1989) – kolumbijska zapaśniczka walcząca w stylu wolnym. Brązowa medalistka igrzysk boliwaryjskich w 2017. Szósta na mistrzostwach panamerykańskich w 2012. Szósta na mistrzostwach Ameryki Południowej w 2012 roku.